# Liste der Wappen im Landkreis Gifhorn
Diese Liste beinhaltet alle in der Wikipedia gelisteten Wappen des Landkreises Gifhorn in Niedersachsen.

## Landkreis Gifhorn
| Landkreis | Wappen | Kommentare |
| --------- | ------ | --- |
| Gifhorn   |        | Genehmigt durch das Preußische Staatsministerium am 29. August 1929: „In mit roten Herzen bestreutem goldenen Feld ein rot bewehrter blauer Löwe, der in den Vorderpranken ein goldenes Horn mit dem Mundstück nach rechts unten hält.“ 1885 wurden die Ämter Gifhorn und Fallersleben zum Landkreis Gifhorn zusammengelegt, 1932 diesem auch der Kreis Isernhagen eingefügt. |

## Samtgemeinden
| Samtgemeinde   | Wappen | Kommentare |
| -------------- | ------ | --- |
| Boldecker Land |        | Angenommen durch den Rat der Samtgemeinde Boldecker Land am 15. Februar 1974 und genehmigt durch den Regierungspräsidenten in Lüneburg am 21. März 1975: „Das Wappen der Samtgemeinde zeigt auf blauem Grund über einem silbernen Wellenfaden einen silbernen Wellenbalken im Schildfuß. Darüber befinden sich sechs frei schwebende, jedoch einander berührende, nebeneinander liegende silberne Rauten.“ |
| Brome          |        | Der Rat der Samtgemeinde Brome beschloss am 29. März 1976, fortan das Wappen seiner Mitgliedsgemeinde Brome zu führen. Der Rat der Gemeinde Brome erteilte dazu seine Zustimmung am 22. Juni 1976, der Regierungspräsident in Lüneburg die Genehmigung am 20. September 1976 „Durch Zinnenschnitt geteilt von Silber und Rot; oben ein wachsender roter Turm mit roter Haube, unten ein schreitender, blau bewehrter und gezungter, goldener Löwe.“ |
| Hankensbüttel  |        | Genehmigt am 24. Juni 1995: „Das Wappenbild wird umrahmt von einem schwarzstilisierten gotischen Klosterfenster. Innerhalb des Wappenbildes befinden sich auf einem goldenen Wagenrad das grüne Blatt einer Linde, das grüne Blatt einer Eiche, das grüne Blatt einer Buche, das grüne Blatt einer Birke und das grüne Blatt einer Kiefer. Oberhalb des Wagenrades ist silberner Grund. Unterhalb des Wagenrades roter Grund durchzogen von einem silbernen Wellenbalken.“ |
| Isenbüttel     |        | Beschlossen durch den Rat der Samtgemeinde Isenbüttel am 10. Mai 1977, genehmigt durch den Oberkreisdirektor Gifhorn am 12. August 1977: „In Blau ein gesenkter silberner Wellenfaden, darunter ein gewellter silberner Schildfuß, darüber ein vierblättriger, silberner Eichenzweig, den oben eine Eichel abschließt.“ |
| Meinersen      |        | Genehmigt am 28. April 1978: „Geteilt; oben in Silber ein steigender rot bewehrter blauer Löwe, unten in drei Reihen von Blau und Silber geschacht.“ |
| Papenteich     |        | Beschlossen durch den Rat der Samtgemeinde Papenteich am 19. November 1973, genehmigt durch den Regierungspräsidenten in Lüneburg am 7. Februar 1974 : „Geteilt; oben in Rot ein schreitender blau bewehrter goldener Löwe; unten in Gold ein blauer Sparren, der eine auf einem schwarzen Mauerankerkreuz aufgelegte rote heraldische Rose mit grünen Blütenblättern und gelbem Stempel einschließt sowie in den Oberecken des Sparrens rechts ein stilistisches grünes Pflugeisen und links eine aufrechte rote Axt.“ |
| Wesendorf      |        | Beschlossen durch den Rat der Samtgemeinde Leiferde am 15. Mai 1975, genehmigt durch den Landkreis Gifhorn am 17. Oktober 1975: „Das Wappen der Samtgemeinde Wesendorf zeigt geteilt durch einen silbernen Wellenbalken von Blau und Rot, oben einen wachsenden goldenen rotbezungten Löwen, der in den Vorderpranken ein goldenes Hifthorn mit roten Beschlägen hält, besät mit sechs roten Herzen, unten zwei silberne Dachsparren, die in zwei schräg gekreuzten Giebelbrettern mit auswärtsgewendeten Pferdeköpfen enden, darin sechs goldene Ähren besaitet von einem goldenen Bienenkorb und einer liegenden goldenen Wolfsangel.“ |

### Ehemalige Samtgemeinden
| Samtgemeinde | Wappen | Kommentare |
| ------------ | ------ | --- |
| Leiferde     |        | Beschlossen durch den Rat der Samtgemeinde Leiferde am 7. Mai 1968, genehmigt durch den Regierungspräsidenten in Lüneburg am 29. Mai 1968: „Gespalten durch eine große eingebogene blaue Spitze, belegt mit einem silbernen Fisch, vorn in Silber ein herschauender roter Fuchskopf, hinten in Schwarz eine goldene Wiege.“ Zum 1. März 1974 wurde die aus den bisherigen Gemeinden Leiferde, Dalldorf, Winkel, Vollbüttel und Ribbesbüttel bestehende Samtgemeinde Leiferde aufgelöst. |

## Städte und Gemeinden
| Stadt oder Gemeinde    | Wappen | Kommentare |
| ---------------------- | ------ | --- |
| Gemeinde Adenbüttel    |        | Beschlossen durch den Rat der Gemeinde Adenbüttel am 14. Mai 1976 und genehmigt durch den Regierungspräsidenten in Lüneburg am 9. Juli 1976: „In Blau eine goldene Kapelle mit Glockenturm an der Frontseite, begleitet von einer goldenen „1226“, belegt mit einem aus roten Schildfuß wachsenden grünen Eichenstamm, aus dem fünf Eichenblätter und vier Eicheln sprießen.“                                       |
| Gemeinde Barwedel      |        | Beschlossen durch den Rat der Gemeinde Barwedel am 2. Oktober 1987 und genehmigt durch den Landkreis Gifhorn am 10. Juni 1988: „In Grün ein schräglinker goldener Farnwedel.“ |
| Gemeinde Bergfeld      |        | Das von Arnold Rabbow entworfene Wappen wurde angenommen durch den Rat der Gemeinde Bergfeld am 26. März 1988 und genehmigt durch den Landkreis Gifhorn am 7. Oktober 1988: „Von Blau und Gold im Wellenschnitt gespalten mit einem Hufeisen in gewechselten Farben.“ |
| Gemeinde Bokensdorf    |        | Genehmigt am 2. September 1995: „In Gold unter einem roten Sparren ein oben offener roter Ring.“ |
| Flecken Brome          |        | Das vom Heraldiker Alfred Brecht gestaltete Wappen wurde vom Rat der Gemeinde Brome beschlossen am 22. Oktober 1963 und genehmigt durch den Regierungspräsidenten in Lüneburg am 22. November 1963: „Durch Zinnenschnitt geteilt von Silber und Rot; oben ein wachsender roter Turm mit roter Haube, unten ein schreitender, blau bewehrter und gezungter, goldener Löwe.“                                          |
| Gemeinde Calberlah     |        | Genehmigt am 22. Februar 1979: „In Grün über einem silbernen Wellenbalken und einem aus sechs Quadern bestehenden Band eine silberne Kapelle mit Fachwerkturm, beide mit rotem Dach versehen.“ |
| Gemeinde Dedelstorf    |        | Genehmigt am 7. Juni 1984: „Geteilt von Rot und Grün durch ein silbernes Wellenband; oben ein silberner Heidschnuckenkopf, unten ein silbernes Eichenblatt mit sieben Spitzen und eine silberne Ähre mit sieben Körnern.“ |
| Gemeinde Didderse      |        | Genehmigt am 27. Oktober 1981: „Schräglinks geteilt; oben auf mit roten Herzen bestreuten goldenen Grund ein blauer, aufrechter halber rotbewehrter Löwe mit roter Zunge, der ein silbernes, nach unten gerichtetes Füllhorn trägt; unten auf rotem Grund eine silberne Spargelblüte.“ |
| Gemeinde Ehra-Lessien  |        | Genehmigt am 13. August 1986: „In Grün ein silberner oberhalber Adler über einem silbernen Hufeisen.“ |
| Stadt Gifhorn          |        | Wappen beruht auf Siegelführung seit dem 14. Jahrhundert: „In Blau ein rot bewehrter goldener Löwe, der auf einem waagerechten, mit dem Mundstück linkshin gelegten Horn steht.“ |
| Gemeinde Groß Oesingen |        | Genehmigt durch den Landkreis Gifhorn am 15. Januar 1985: „Geteilt von Gold und Blau durch eine silberne Leiste; oben zwei verschiedene rote Giebel; unten ein nach links gewendetes goldenes Posthorn, belegt mit vier rotgestielten Eichenblättern.“ |
| Gemeinde Hankensbüttel |        | Genehmigt durch den Niedersächsischen Minister des Innern am 3. April 1948: „In Grün durch einen silbernen Wellenbalken schräglinks geteilt und belegt mit einem gestürzten goldenen Schwert, oben ein silberner Abtstab, unten ein silbernes Hufeisen.“ |
| Gemeinde Hillerse      |        | Das durch den Heraldiker Wilhelm Krieg gestaltete Wappen wurde angenommen durch den Rat der Gemeinde Hillerse am 10. Februar 1978 und genehmigt durch den Landkreis Gifhorn am 2. Mai 1978: „Gespalten; vorn in Silber ein halbes blaues Wasserrad am Spalt, hinten ein dreiteiltes blau-silbern geschachtes Feld.“                                                                                                 |
| Gemeinde Isenbüttel    |        | Das durch Georg-Wilhelm Gaus gestaltete Wappen wurde genehmigt am 7. November 1991: „Das Wappen der Gemeinde Isenbüttel zeigt in Blau ein geflochtenes, ringförmig angeordnetes goldenes Band mit drachenähnlichem Kopf und besonders verziertem Schlussglied, in deren Scheitelkämmen rote Steine eingelegt sind.“                                                                                                 |
| Gemeinde Jembke        |        | Das von Heraldiker Wilhelm Krieg gestaltete Wappen wurde genehmigt genehmigt durch den Landkreis Gifhorn am 27. August 1983: „In Silber ein nach unten gerichtetes, grünes Lindenblatt, belegt mit einem silbernen Ring, der nach oben offen ist.“ |
| Gemeinde Leiferde      |        | Das von Ansalde Dubiel entworfene Wappen wurde genehmigt durch den Regierungspräsidenten in Lüneburg am 14. November 1967: „Über silbernem Wellenschildfuß - darinnen Wellenzeichnung - in Blau ein rechts gewendeter waagerechter, silberner Karpfen.“ |
| Gemeinde Meine         |        | Genehmigt am 15. Dezember 1980: „Geteilt von Silber und Gold, oben auf der Teilungslinie eine rote Windmühle mit schwarzem beknauftem Zwiebeldach, schwarzer Tür, beseitet von fünf schwarzen Fenstern, vier goldenen Flügeln, unten unter einem blauen Wellenbalken ein springendes schwarzes lediges Pferd.“ |
| Gemeinde Meinersen     |        | Genehmigt am 28. April 1978: „.“ |
| Gemeinde Müden (Aller) |        | Genehmigt am 10. Januar 1958: „.“ |
| Gemeinde Obernholz     |        | Genehmigt am 17. Oktober 1985: „.“ |
| Gemeinde Osloß         |        | Genehmigt ????: „.“ |
| Gemeinde Parsau        |        | Genehmigt am 14. September 1977: „.“ |
| Gemeinde Ribbesbüttel  |        | Genehmigt ????: „.“ |
| Gemeinde Rötgesbüttel  |        | Das durch Arnold Lange gestaltete Wappen wurde angenommen durch den Rat der Gemeinde Rötgesbüttel am 6. September 1977 und genehmigt durch den Regierungspräsidenten in Lüneburg am 13. September 1977: „Das Wappen der Gemeinde zeigt auf silbemem Grund eine große grüne Eiche mit goldenen Eicheln, an den Wurzeln vor der Eiche eine goldene Steinbank sowie links neben der Eiche eine aufgehende rote Sonne.“ |
| Gemeinde Rühen         |        | Das durch Arnold Rabbow gestaltete Wappen wurde angenommen durch den Rat der Gemeinde Rühen am 6. Juli 1989 und genehmigt durch den Landkreis Gifhorn am 22. September 1989: „In Grün ein aus einem silbernen Rundlingssymbol herauswachsender silberner dreiblättriger Salweidenzweig.“ |
| Gemeinde Sassenburg    |        | Das durch Arnold Lange gestaltete Wappen wurde angenommen durch den Rat der Gemeinde Sassenburg am 8. November 1977 und genehmigt am 21. Dezember 1977: „Geteilt von Blau und Grün; oben eine goldene Burg mit silbernem Tor und Palisadenwand, unten ein silbernes Zahnrad durch ein goldenes Torfbesteck in Schrägkreuzung überdeckt und beidseitig hiervon zwei Ähren.“                                          |
| Gemeinde Schönewörde   |        | Das durch Horst L. Weber gestaltete Wappen wurde angenommen durch den Rat der Gemeinde Schönewörde am 17. Mai 1988 und genehmigt durch den Landkreis Gifhorn am 12. Oktober 1988: „Über von silbernem Wellenband getrennten rotem Schildfuß in Grün ein silberner Kiebitz, links dahinter ein stehendes Eichenblatt.“                                                                                               |
| Gemeinde Schwülper     |        | Genehmigt ????: „Das Wappen der Gemeinde zeigt auf rotem Grund einen stilisierten, silbernen Eichenstamm, von dem zu jeder Seiten jeweils ein Eichenblatt herabhängt.“ |
| Gemeinde Sprakensehl   |        | Genehmigt ????: „.“ |
| Gemeinde Steinhorst    |        | Genehmigt ????: „Durch einen silbernen Wellenbalken in Grün und Rot 2:1 geteilt, oben mit einem silbernen rechtssehenden Pferdekopf belegt, begleitet von einer Ähre und einem Eichblatt mit Eichel, beide golden, unten belegt mit einem waagerecht halbierten schwarzen Mühlrad.“ |
| Gemeinde Tappenbeck    |        | Genehmigt ????: „Im Schildfuß in Blau ein goldener Berg, besetzt mit einem blauen Wellenband, darüber in Gold mit roten Herzen bestreuter Wappengrund, darin ein rot bewehrter, blauer Löwe .“ |
| Gemeinde Tiddische     |        | Genehmigt ????: „Von Rot und Gold gespalten, über blauem Wellenschildfuß ein Mühlenrad in verwechselten Farben, überhöht balkenweis begleitet von zwei Brotlaibern in verwechselten Farben.“ |
| Gemeinde Tülau         |        | Genehmigt ????: „Von Grün und Gold gespalten mit einem drei Pfeile enthaltenen Köcher in gewechselten Farben.“ |
| Gemeinde Ummern        |        | Genehmigt durch den Landkreis Gifhorn am 26. Februar 1981: „Geteilt in Gopelschnitt; vorne in Gold zwei grüne Eichenblätter, hinten in Silber ein rotes Bauernhaus, unten in Grün eine blaue, von silbernen Steinen eingefasste Quelle.“ |
| Gemeinde Vordorf       |        | Genehmigt ????: „.“ |
| Gemeinde Wagenhoff     |        | Genehmigt durch den Landkreis Gifhorn am 11. Januar 1991: „Gespalten von Gold und Grün; vorn ein nach links schreitender schwarzer Greif über einem achtspeichigen schwarzen Wagenrad; hinten ein zweiblumiges silbernes Wollgras.“ |
| Gemeinde Wahrenholz    |        | Das vom Heraldiker Gustav Völker entworfene Wappen wurde angenommen durch den Rat der Gemeinde Wahrenholz am 20. Februar 1965 und genehmigt durch den Regierungspräsidenten in Lüneburg am 15. Februar 1966: „In Gold ein schräglinks gestellter blauer Wellenbalken, begleitet oben von einer liegenden schwarzen Wolfsangel, unten von einem nach rechts gewandten schwarzen Eberkopf.“                           |
| Gemeinde Wasbüttel     |        | Das von Wilhelm Krieg entworfene Wappen wurde angenommen durch den Rat der Gemeinde Wasbüttel am 27. Juli 1978 und genehmigt durch den Regierungspräsidenten in Lüneburg am 10. August 1978: „In Rot über einem silbernen Wellenband ein silbernes Mühlrad, darüber zwei gekreuzte silberne Dachsparren mit Firstquerbalken.“                                                                                       |
| Gemeinde Wesendorf     |        | Genehmigt ????: „Geteilt in Silber und Blau durch zum Schildfuß gerichtete Winkelteilung. Oben ein balzender Birkhahn, unten zwei silberne Eichenblätter zu den Schildseiten zeigend mit zwei gestielten Eicheln.“ |
| Gemeinde Weyhausen     |        | Genehmigt ????: „Von Blau und Silber linksschräg geteilt; oben: ein wachsender rot bewehrter silberner Löwe unten: ein blauer Wellenbach, dieser ein ‚W‘ bildend, begleitet unten von einem roten Herzen .“ |
| Stadt Wittingen        |        | Genehmigt ????: „In Gold eine torlose, rotgemauerte Burg, zwischen deren beiden Türmen ein rotgezungter blauer Löwe auf den Zinnen der Verbindungsmauer steht.“ |

### Ehemalige Gemeinden
| Ort                    | Wappen | Kommentare |
| ---------------------- | ------ | --- |
| Gemeinde Alt Isenhagen |        | Angenommen am 12. März 2001: „.“ Zum 1. März 1974 wurde Alt Isenhagen in die Gemeinde Hankensbüttel eingegliedert. |
| Gemeinde Brechtorf     |        | Das durch den Heraldiker Arnold Rabbow gestaltete Wappen wurde durch eine Bürgerversammlung angenommen am 23. August 1989: „.“ Zum 1. Juli 1972 wurde Brechtorf in die Gemeinde Rühen eingegliedert. |
| Gemeinde Dalldorf      |        | Vom Rat der Gemeinde Brome beschlossen am 22. April 1968 und genehmigt durch den Regierungspräsidenten in Lüneburg am 8. Juli 1968: „In Silber ein rot gekleideter silberner Wichtelmann, der in der Rechten eine goldene Kanne und in der Linken ein goldenes Brot hält, auf einem schwarzen Hügel, belegt mit einer goldenen Wiege.“ Zum 1. März 1974 wurde Dalldorf in die Gemeinde Leiferde eingegliedert. |
| Gemeinde Dannenbüttel  |        | Das von Peter Krenzke, Herbert Helms und Waldemar Schulz anlässlich des 1100-jährigen Bestehens der Ortschaft entworfene Wappen wurde bei einer Einwohnerversammlung als Ortswappen angenommen am 7. Februar 1988: „.“ Zum 1. März 1974 wurde Dannenbüttel in die Gemeinde Sassenburg eingegliedert. |
| Gemeinde [[]]          |        | Genehmigt ????: „.“ |

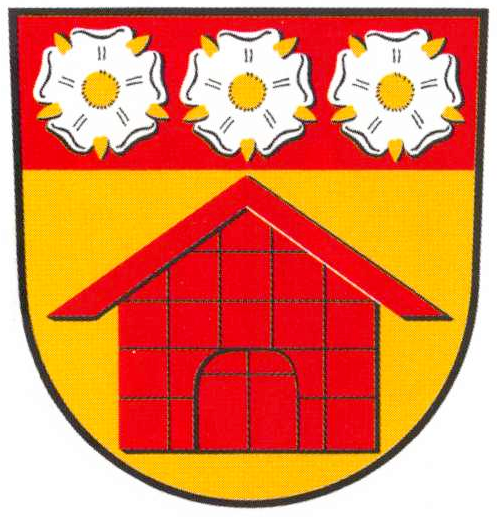
Eischott (Gemeinde Rühen)
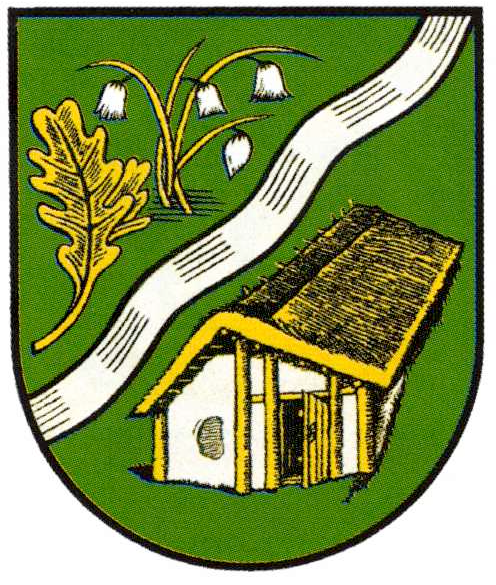
Emmen (Gemeinde Hankensbüttel)
Gamsen (Stadt Gifhorn)
Grassel (Gemeinde Meine)
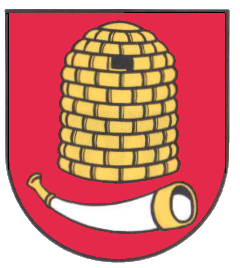
Kästorf (Stadt Gifhorn)
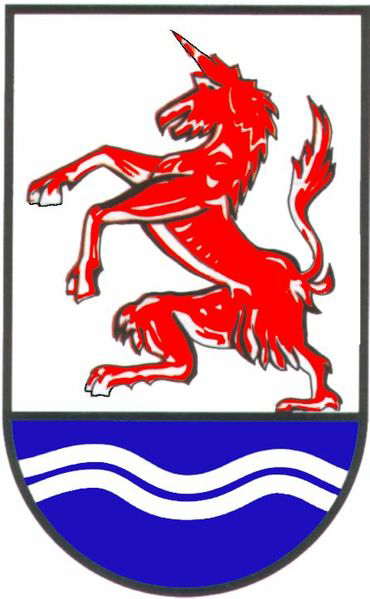
Knesebeck (Stadt Wittingen)
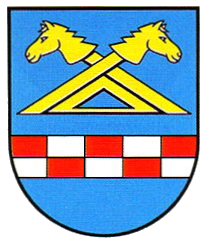
Neubokel (Stadt Gifhorn)
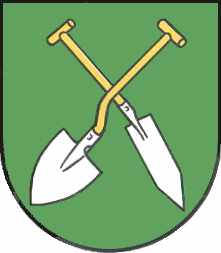
Neudorf-Platendorf (Gemeinde Sassenburg)
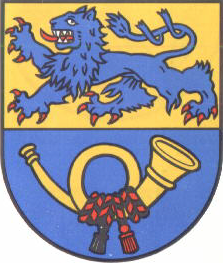
Ohof (Gemeinde Meinersen)
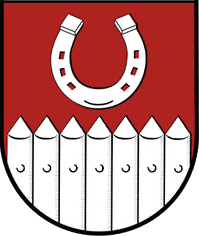
Westerbeck (Gemeinde Sassenburg)
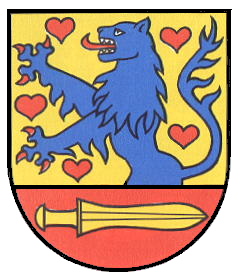
Wilsche (Stadt Gifhorn)
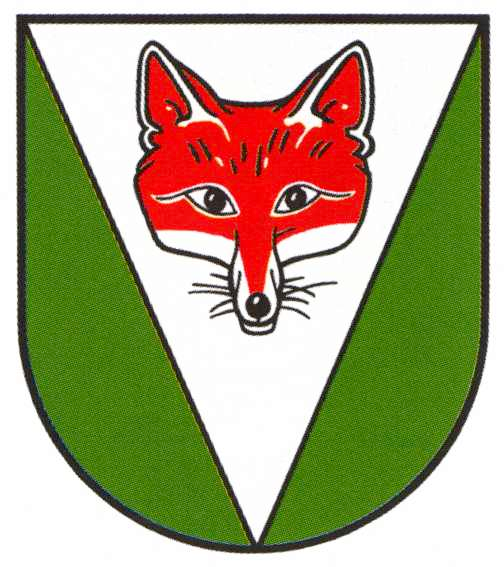
Winkel (Stadt Gifhorn)